# Greg Millen
Greg Millen (Toronto, Canadá; 25 de junio de 1957 – Peterborough, Canadá; 7 de abril de 2025) fue un jugador de hockey sobre hielo y comentarista deportivo de Canadá que jugó en la posición de guardameta.

## Carrera

### Club
| 1973–74   | Markham Waxers              | OPJHL     | —   | —   | —   | —   | —      | —    | —    | —    | —    | —  | —  | —  | —    | —   | — | —    | —    |
| 1974–75   | Peterborough Petes          | OMJHL     | 27  | —   | —   | —   | 1584   | 90   | 2    | 3.41 | —    | —  | —  | —  | —    | —   | — | —    | —    |
| 1975–76   | Peterborough Petes          | OMJHL     | 58  | —   | —   | —   | 3282   | 233  | 0    | 4.26 | —    | —  | —  | —  | —    | —   | — | —    | —    |
| 1976–77   | Peterborough Petes          | OMJHL     | 59  | —   | —   | —   | 3457   | 244  | 0    | 4.23 | —    | 4  | —  | —  | 240  | 23  | 0 | 5.75 | —    |
| 1977–78   | Sault Ste. Marie Greyhounds | OMJHL     | 25  | —   | —   | —   | 1469   | 105  | 1    | 4.29 | —    | 13 | —  | —  | 774  | 61  | 0 | 4.73 | —    |
| 1977–78   | Kalamazoo Wings             | IHL       | 3   | —   | —   | —   | 180    | 14   | 0    | 4.67 | —    | —  | —  | —  | —    | —   | — | —    | —    |
| 1978–79   | Pittsburgh Penguins         | NHL       | 28  | 14  | 11  | 1   | 1532   | 86   | 2    | 3.37 | .888 | —  | —  | —  | —    | —   | — | —    | —    |
| 1979–80   | Pittsburgh Penguins         | NHL       | 44  | 18  | 18  | 7   | 2586   | 157  | 2    | 3.64 | .881 | 5  | 2  | 3  | 300  | 21  | 0 | 4.20 | .868 |
| 1980–81   | Pittsburgh Penguins         | NHL       | 63  | 25  | 27  | 10  | 3721   | 258  | 0    | 4.16 | .864 | 5  | 2  | 3  | 325  | 19  | 0 | 3.51 | .893 |
| 1981–82   | Hartford Whalers            | NHL       | 55  | 11  | 30  | 12  | 3201   | 229  | 0    | 4.29 | .873 | —  | —  | —  | —    | —   | — | —    | —    |
| 1982–83   | Hartford Whalers            | NHL       | 60  | 14  | 38  | 6   | 3520   | 282  | 1    | 4.81 | .863 | —  | —  | —  | —    | —   | — | —    | —    |
| 1983–84   | Hartford Whalers            | NHL       | 60  | 21  | 30  | 9   | 3583   | 221  | 2    | 3.70 | .878 | —  | —  | —  | —    | —   | — | —    | —    |
| 1984–85   | Hartford Whalers            | NHL       | 44  | 16  | 22  | 6   | 2659   | 187  | 1    | 4.22 | .855 | —  | —  | —  | —    | —   | — | —    | —    |
| 1984–85   | St. Louis Blues             | NHL       | 10  | 2   | 7   | 1   | 607    | 35   | 0    | 3.46 | .870 | 1  | 0  | 1  | 60   | 2   | 0 | 2.00 | .943 |
| 1985–86   | St. Louis Blues             | NHL       | 36  | 14  | 16  | 6   | 2168   | 129  | 1    | 3.57 | .886 | 10 | 6  | 3  | 586  | 29  | 0 | 2.97 | .911 |
| 1986–87   | St. Louis Blues             | NHL       | 42  | 15  | 18  | 9   | 2482   | 146  | 0    | 3.53 | .873 | 4  | 1  | 3  | 250  | 10  | 0 | 2.40 | .918 |
| 1987–88   | St. Louis Blues             | NHL       | 48  | 21  | 19  | 7   | 2854   | 167  | 1    | 3.51 | .880 | 10 | 5  | 5  | 600  | 38  | 0 | 3.80 | .849 |
| 1988–89   | St. Louis Blues             | NHL       | 52  | 22  | 20  | 7   | 3019   | 170  | 6    | 3.38 | .880 | 10 | 5  | 5  | 649  | 34  | 0 | 3.14 | .890 |
| 1989–90   | St. Louis Blues             | NHL       | 21  | 11  | 7   | 3   | 1245   | 61   | 1    | 2.94 | .890 | —  | —  | —  | —    | —   | — | —    | —    |
| 1989–90   | Quebec Nordiques            | NHL       | 18  | 3   | 14  | 1   | 1080   | 95   | 0    | 5.28 | .853 | —  | —  | —  | —    | —   | — | —    | —    |
| 1989–90   | Chicago Blackhawks          | NHL       | 10  | 5   | 4   | 1   | 575    | 32   | 0    | 3.34 | .880 | 14 | 6  | 6  | 613  | 40  | 0 | 3.92 | .867 |
| 1990–91   | Chicago Blackhawks          | NHL       | 3   | 0   | 1   | 0   | 58     | 4    | 0    | 4.14 | .875 | —  | —  | —  | —    | —   | — | —    | —    |
| 1991–92   | San Diego Gulls             | IHL       | 5   | 2   | 3   | 0   | 296    | 20   | 0    | 4.05 | —    | —  | —  | —  | —    | —   | — | —    | —    |
| 1991–92   | Detroit Red Wings           | NHL       | 10  | 3   | 2   | 3   | 487    | 22   | 0    | 2.71 | .896 | —  | —  | —  | —    | —   | — | —    | —    |
| 1991–92   | Maine Mariners              | AHL       | 2   | 5   | 2   | 599 | 37     | 0    | 3.71 | .868 | —    | —  | —  | —  | —    | —   | — | —    |      |
| Total NHL | Total NHL                   | Total NHL | 604 | 215 | 284 | 89  | 35,377 | 2281 | 17   | 3.87 | .873 | 59 | 27 | 29 | 3383 | 193 | 0 | 3.42 | .885 |

### Selección nacional
| Año  | Selección | Evento |   | PJ | G | P | E   | MIN | GR | SO   | GR% |
| ---- | --------- | ------ | - | -- | - | - | --- | --- | -- | ---- | --- |
| 1982 | Canadá    | WC     | 5 | 2  | 1 | 2 | 300 | 14  | 1  | 2.80 |     |

## Tras el retiro
Cuando su carrera terminó, Millen se convirtió en comentarista deportivo en televisión para los Ottawa Senators. En su periodo de 11 años con los Senators estuvo en el programa junto a Don Chevrier, Rob Faulds y Dean Brown. Al mismo tiempo junto a Chevrier trabajó para el canal CTV en la cobertura del Hockey sobre hielo en los Juegos Olímpicos de Lillehammer 1994.
Antes de que iniciara la temporada de 1985 se unió al programa del canal CBC llamado Hockey Night in Canada. Tras un año con CTV Sportsnet, regresó a HNIC en 1999–2000 en el rol de comentarista, primero junto a Chris Cuthbert y después con Jim Hughson, principalmente en los partidos de doble jornada y playoffs. Pasó a ser el jefe de las transmisiones en 2007 trabajando junto a Bob Cole. En ese tiempo transmitió la Copa Stanley de 2007 y 2008.
En 2005 pasó de trabajar en las transmisiones de los Senators a la de los partidos del equipo de su ciudad natal Toronto Maple Leafs, y en 2007 pasó a ser el comentarista principal junto a Joe Bowen para Sportsnet Ontario y Leafs TV.
En 2014 trabajó exclusivamente para Rogers Communications, parte de national television contract en el espacio Hockey Night in Canada, Rogers Monday Night Hockey y Scotiabank Wednesday Night Hockey. Trabajó como analista en los partidos de los Maple Leafs para Sportsnet Ontario. Hasta su muerte trabajó en las transmisiones de los partidos de los Calgary Flames.